# Hans Houschka
Johann „Hans” Houschka (ur. 21 października 1914, zm. 27 maja 1983) – austriacki piłkarz ręczny, medalista olimpijski.
Uczestnik letnich igrzysk olimpijskich. Na igrzyskach w Berlinie (1936) zagrał w dwóch spotkaniach, nie strzelając żadnego gola. Były to wygrane pojedynki przeciwko reprezentacjom Węgier (11-7) i Rumunii (18-3). Ostatecznie reprezentacja Austrii zdobyła srebrny medal, przegrywając z ekipą gospodarzy. 
Houschka był w składzie reprezentacji narodowej, która na mistrzostwach świata w 1938 roku zdobyła tytuł wicemistrzowski (najlepsi ponownie byli Niemcy). 